# Alexander Wetterhall
Alexander Wetterhall (* 12. April 1986 in Värnamo) ist ein ehemaliger schwedischer Mountainbike- und Straßenradrennfahrer.
Alexander Wetterhall wurde 2004 schwedischer Mountainbikemeister im Einzelzeitfahren der Junioren. In der Saison 2007 wurde er in Huskvarna nationaler Meister im Staffelwettbewerb. Im Jahr darauf wurde er bei der Meisterschaft Dritter im Cross Country-Rennen hinter dem Sieger Fredrik Kessiakoff. Ab 2009 fuhr Wetterhall für das schwedische Continental Team Magnus Maximus Coffee.com. In seinem ersten Jahr dort wurde er auf der Straße nationaler Meister im Einzelzeitfahren.
2010 gewann Wetterhall die Gesamtwertung des irischen Straßenrennens FBD Insurance Rás und eine Etappe des Ringerike Grand Prix, 2013 die Ronde van Drenthe. 2016 wurde er zum zweiten Mal schwedischer Zeitfahrmeister. Im Jahr darauf beendete er seine Radsportlaufbahn.

## Erfolge
2004
- Schwedischer Meister – Einzelzeitfahren (Junioren)

2007
- Schwedischer Meister – Staffel (mit Christoffer Grimbäck und Niklas Gustavsson)

2009
- Schwedischer Meister – Einzelzeitfahren

2010
- Gesamtwertung FBD Insurance Rás
- eine Etappe Ringerike Grand Prix

2013
- Ronde van Drenthe

2016
- Schwedischer Meister – Einzelzeitfahren

## Teams
- 2008 Pezula Racing (Stagiaire ab 15. August)
- 2009 Magnus Maximus Coffee.com
- 2010 Team Sprocket
- 2010 Cervélo TestTeam (Stagiaire ab 1. August)
- 2011 Endura Racing
- 2012 Endura Racing
- 2013 Team NetApp-Endura
- 2014 FireFighters Upsala CK
- 2015 Team Tre Berg-Bianchi
- 2016 Team Tre Berg-Bianchi
- 2017 Team Tre Berg-PostNord